# Pitcairnia foliacea
Pitcairnia foliacea är en gräsväxtart som beskrevs av Lyman Bradford Smith. Pitcairnia foliacea ingår i släktet Pitcairnia och familjen Bromeliaceae. Inga underarter finns listade i Catalogue of Life.